# 李亚光
李亚光（1958年6月8日—），中国篮球运动员、教练、体育官员，曾参加1984年夏季奥运会、1988年夏季奥运会男子篮球比赛，并带领中国女篮夺得1992年夏季奥运会女子篮球比赛亚军。
1994年，李亚光出任四川体委副主任。1998年，重庆直辖市设立后，出任重庆市体育局副局长。2018年，以重庆市体育局巡视员职务退休。
2023年2月，因涉嫌严重违纪违法，接受重庆市纪委监委审查调查。